# Principado de Tmutarakan

El principado —en morado a orillas del mar de Azov y el mar Negro—, en un mapa de la Rus de Kiev (1054-1132).

El principado de Tmutarakan (en ucraniano: Тмутороканське князівство, en ruso: Тмутараканское княжество) fue un principado de la  Rus de Kiev que existió entre los siglos X y XII en la península de Tamán, cuya capital era Tmutarakan.

## Historia
Aunque la fecha y circunstancias exactas de la toma de posesión de Tmutarakan por la Rus de Kiev son inciertas, el Código Hypatiano menciona a Tmutarakan como una de las ciudades que Vladímir el Grande dio a sus hijos, lo que implica que el control de la Rus de Kiev sobre la ciudad se estableció a finales del siglo X, y con certeza, antes de la muerte de Vladímir en 1015. Durante este período, se acuñaron imitaciones de monedas bizantinas de plata y bronce por los nuevos gobernantes.
Se cree que la aparición de este principado tiene que ver con las campañas de Ígor de Kiev contra Constantinopla (944) o con las campañas de Sviatoslav I de Kiev contra los alanos y los adigué (965), tributarios de los jázaros. Entre 988/1010 y 1036 su soberano fue Mstislav. En la ciudad de Tmutarakan mandó construir este príncipe una iglesia a la Madre de Dios, que se convertiría en sede de la eparquía de Tmutarakan. Desde aquí se consiguió conquistar la península de Kerch, en Crimea, del otro lado del estrecho del mismo nombre, con la ciudad de Krchev. 
Desde 1054, el principado pasó a las manos de Sviatoslav, príncipe de Chernígov. En la segunda mitad del siglo XI gobernaron sus hijos Gleb, Román y Oleg, que defendieron el principado de las pretensiones de otros principados de la Rus de Kiev y del Imperio bizantino. Con las incursiones cumanas de finales del siglo XI y principios del XII supusieron la pérdida de contacto con el resto de la Rus de Kiev y de la independencia.